# روشنک مولایی
روشنک مولایی علیشاه شهروند اهل علیشاه از توابع تبریز و ساکن تهران، از مخالفان حجاب اجباری و یکی از فعالان حوزه حقوق زنان در ایران است. او در جریان جنبش زن زندگی آزادی بازداشت و زندانی شده بود و بارها به دلیل انتشار ویدئوهای بدون حجاب در شبکه‌های اجتماعی توسط نیروهای امنیتی احضار و مورد بازجویی و شکنجه قرار گرفته است.
کانون زنان ایرانی در شبکه «ایکس»، اعلام کرد که روشنک هفتم آذر پس از اجرای حکم شلاق توسط مقامات قضایی جمهوری اسلامی از زندان قرچک ورامین آزاد شد. او به هم‌بندانش گفته که «شلاقم را خوردم و دارم می‌روم.»

## بازداشت
پس از انتشار ویدئوی تعرض
در ۱۰ آبان ۱۴۰۳، روشنک ویدئویی از تعرض یک سرباز موتورسوار در تهران به او را در حساب کاربری خود در شبکه اجتماعی ایکس منتشر کرد. در این ویدئو، سرباز به دلیل حجاب اختیاری او، اقدام به تعرض کرده که با مقاومت وی و فرار سرباز مواجه می‌شود. این ویدئو با عنوان «یک سکانس از زن بودن در ایران» منتشر شد و بازتاب گسترده‌ای داشت. پس از انتشار ویدئو، روشنک تهدیدهای تلفنی دریافت کرد و سپس با هجوم نیروهای امنیتی در منزلش بازداشت و بازجویی شد. او همان روز آزاد شد، اما از ۱۳ آبان، تلفن همراه او خارج از دسترس بود و پاسخی به پیام‌های دوستان و خانواده نداد. حساب کاربری او در ایکس نیز پس از انتشار ویدیو به حالت تعلیق درآمد. با وجود آزادی موقت، نگرانی‌ها دربارهٔ وضعیت و احتمال بازداشت مجدد او وجود داشت. وضعیت نامشخص او و سکوت مقامات، نگرانی‌ها دربارهٔ برخوردهای بیشتر با او را افزایش داد.
حساب کاربری کانون زنان ایرانی در شبکه‌های اجتماعی گزارش داد که روشنک مولایی، روز چهارشنبه ۳۰ آبان در دادگاهی آنلاین از طریق ویدیو کنفرانس از زندان زنان قرچک ورامین حضور یافت. نیروی انتظامی پیش‌تر اعلام کرده بود که به دلیل نداشتن حجاب اجباری برای او پرونده تشکیل داده است. در این اطلاعیه همچنین آمده که راکب موتورسیکلت به دلیل تخلفات رانندگی مورد اعمال قانون قرار گرفته است، اما مشخص نیست که آیا او نیز بازداشت یا زندانی شده است یا خیر. با توجه به اطلاعات محدود منتشرشده، مشخص نیست چرا روشنک مولایی، که قربانی آزار بوده، از ۲۰ روز پیش همچنان در زندان قرچک در بازداشت به‌سر می‌برد و وضعیت حقوقی پرونده موتورسوار آزارگر چگونه پیش می‌رود.
سوابق بازداشت
روشنک مولایی علیشاه در مهر ۱۴۰۱، در تهران و در جریان خیزش ۱۴۰۱ ایران بازداشت و به زندان اوین و سپس به زندان قرچک ورامین منتقل گردید. او در طول بازداشت، با رفتارهای خشونت‌آمیز و توهین‌های جنسی مأموران مواجه شده و درگیری‌هایی با آن‌ها داشت. بر اساس گزارش‌ها، یکی از دندان‌های او نیز در اثر این خشونت‌ها آسیب دید. در دادگاه انقلاب تهران، او به اتهام «اجتماع و تبانی» به ۵ سال حبس محکوم شد، اما در بهمن همان سال، پس از حدود پنج ماه زندان، آزاد گردید. او پس از صدور بخشنامه «عفو و کاهش مجازات عمومی» توسط قوه‌قضاییه از زندان آزاد شده بود. عفوی که بسیاری از فعالان حقوق‌بشر آن را در راستای تبلیغات رسانه‌ای و ترمیم چهره «علی خامنه‌ای»، رهبر جمهوری اسلامی دانستند. طی دو سال اخیر، چندین بار توسط نیروهای امنیتی نظام جمهوری اسلامی ایران به دلیل فعالیت‌هایش در شبکه‌های اجتماعی احضار و بازجویی شده است.
روشنک مولایی طی سال‌های گذشته ۹ مرتبه بازداشت شده است. او اولین بار در سن ۱۶ سالگی در تجمع‌هایی که در تبریز برای دفاع از آموزش به زبان مادری برگزار شده بوده، دستگیر شد. او در دو سال گذشته نیز چندین بار به‌دلیل انتشار مطالبی در شبکه‌های اجتماعی احضار شده است.

## زمینه فعالیت و بازتاب اجتماعی
روشنک مولایی مخالف حجاب اجباری است و اقدامات او در قالب نافرمانی مدنی علیه قوانین حجاب اجباری مورد توجه رسانه‌ها قرار گرفته است.
نامه‌نگاری و درخواست توقف اعدام
در بهمن ۱۴۰۱، روشنک همراه با گروهی از زندانیان سیاسی زن، نامه‌ای سرگشاده منتشر کرد که در آن خواستار توقف اعدام معترضان و پایان دادن به احکام ناعادلانه علیه زندانیان سیاسی شد.